# Attentat de Bagratashen
L'attentat de Bagratashen est un attentat à la bombe survenu le 4 septembre 1994 dans le marché du village de Bagratashen dans le nord de l'Arménie lors duquel 14 personnes ont été tuées (dont les deux auteurs) et 46 autres ont été blessées, bien que les rapports initiaux parlaient de 10 morts et 26 blessés.

## Contexte
Bagratashen est un village relativement grand de la province arménienne de Tavush, à la frontière arméno-géorgienne, non loin de l'Azerbaïdjan. Sadakhlo (en), un grand village azerbaïdjanais de 10 000 habitants, est situé du côté géorgien de la frontière. Au cours des années 1990, après la dissolution de l'Union soviétique, la région était « un centre de gangs mafieux qui vendaient principalement du carburant au marché noir » parce que l'Arménie était sous embargo de l'Azerbaïdjan, tandis que la frontière arméno-turque était fermée depuis 1993 en raison du conflit avec l'Azerbaïdjan. L'Arménie et l'Azerbaïdjan étaient impliqués dans un conflit sanglant, la guerre du Haut-Karabakh.

## Attaque
L'attentat a été perpétré par Imran Huseinov, originaire de Bakou, et le Turkmène Jafarov, du village de Bula, dans le district de Marnéouli en Géorgie. Les deux étaient azerbaïdjanais de souche.
Selon les responsables locaux, l'« engin explosif avait été placé dans une mallette ». L'explosion a endommagé une vaste zone.